# جون سكويب
جون سكويب (بالإنجليزية: June Squibb)‏ مواليد 6 نوفمبر 1929 في إلينوي، الولايات المتحدة، هي ممثلة أمريكية بدأت مسيرتها الفنية عام 1958.

## أفلام
- الطاولة 19 2017

## روابط خارجية
- جون سكويب على موقع IMDb (الإنجليزية)
- جون سكويب على موقع تيرنر كلاسيك موفيز (الإنجليزية)
- جون سكويب على موقع قاعدة بيانات برودواي على الإنترنت (الإنجليزية)
- جون سكويب على موقع قاعدة بيانات الأفلام السويدية (السويدية)
- جون سكويب على موقع قاعدة بيانات الفيلم (الإنجليزية)